# Criteuil-la-Magdeleine
Criteuil-la-Magdeleine là một xã thuộc tỉnh Charente trong vùng Nouvelle-Aquitaine tây nam nước Pháp. Xã nay có độ cao trung bình 63 mét trên mực nước biển.